# Уинипегосис
Езерото Уинипегосис (на английски: Lake Winnipegosis) е 2-рото по големина езеро в провинция Манитоба.
Площта му заедно с островите в него е 5374 км2, която му отрежда 12-о място сред езерата на Канада. Площта само на водното огледало без островите е 5164 км2. Надморската височина на водата е 254 м.
Езерото се намира в западната част на провинцията, на 30 км западно от езерото Уинипег. Езерото Уинипегосис има дължина от север на юг 245 км и максималната му ширина е 51 км. Средна дълбочина 12 м, а максимална – 18 м. От ноември до април, началото на май Уинипегосис е покрито с дебела ледена кора.
За разлика от повечето канадски езера, които са със силно разчленена брегова линия, бреговете на Уинипегосис са сравнително слабо разчленени. Най-големият залив, Доусън, се намира в северозападната част на езерото, а по-големите острови са Брич, Спърс, Чанъл, Гранд и др. с обща площ от 210 км2).
Площта на водосборния му басейн е 49 825 km2, като в езерото се вливат множество реки – Ред Дир, Суон, Ууди и др, но изтича само една – река Уотърхен, вливаща се в езерото Манитоба.
Бреговете на езерото са слабо заселени, като има само няколко малки селища (Уинипегосис, Кемпервил, Дък Бей и др.), но като цяло бреговете му са безлюдни.
Езерото е открито през 1739 г. от френските братя, трапери и търговци на кожи Луи-Жозеф (1717-1761) и Пиер (1714-1755), синове на известния по това време френски изследовател на Северна Америка Пиер Готие Варен дьо ла Верандри. Те не назовават новооткритото езеро с френско име, а запазват местното му индианско име, което означава „малки мътни води“.